# Dichorisandra leucophthalmos
Dichorisandra leucophthalmos är en himmelsblomsväxtart som beskrevs av William Jackson Hooker. Dichorisandra leucophthalmos ingår i släktet Dichorisandra och familjen himmelsblomsväxter. Inga underarter finns listade.